# Скоков, Виктор Васильевич
Ви́ктор Васи́льевич Ско́ков (7 марта 1932, Ростов-на-Дону — 18 июня 2013) — советский и российский военачальник, генерал-полковник (29.10.1984).

## Биография
Сын офицера-артиллериста, погибшего в начале Великой Отечественной войны.
Был среди первых суворовцев набора 1943 года. В 1950 году окончил Новочеркасское Суворовское военное училище, в 1952 году — Кавказское Суворовское офицерское училище, в 1964 году — Военную академию имени М. В. Фрунзе, в 1973 году — Военную академию Генерального штаба Вооруженных Сил имени К. Е. Ворошилова.
С 1952 года — командир миномётного взвода, мотострелковой роты, начальник штаба и командир мотострелкового батальона. С 1964 года — начальник штаба и командир мотострелкового полка, начальник штаба мотострелковой дивизии.
С июля 1973 года — командир 35-й мотострелковой Красноградской дивизии, в 1977 году — заместитель командующего 20-й гвардейской армией Группы советских войск в Германии.
В 1977—1979 годах — командующий 13-й армией (Прикарпатский военный округ).
В 1979—1982 годах — командующий 3-й общевойсковой армией (Группа Советских Войск в Германии).
С 1982 года — начальник штаба — первый заместитель командующего войсками Московского военного округа.

Скоков В. В., Зайцев М. М., Дорофеев А. А. в 9 мсд. 1986

В 1984—1986 годах — командующий войсками Северо-Кавказского военного округа.
В 1986—1992 годах — командующий войсками Прикарпатского военного округа. Участвовал в ликвидации аварии на Чернобыльской АЭС. Части округа активно участвовали в обустройстве войск в тридцатикилометровой зоне, обеспечивали эффективность работы спасателей, эвакуацию жителей, охраняли загрязнённые территории.
В январе 1992 года отказался принимать присягу Украине.
Не принимал я присяги на верность народу Украины не потому, что не сделал выбора или из-за болезни, как писали об этом областные и республиканские средства массовой информации. Выбор я свой сделал давно. Считал и считаю, что военнослужащий присягает Отчизне один раз в жизни. Второй раз на это он не имеет морального права. Важно об этом сказать ещё и потому, что меня никто не освобождал от первой присяги. Я продолжаю верой и правдой служить Отчизне, народу, в том числе и украинскому.
В 1992 году — советник 1-го заместителя Министра обороны РФ.
С 1993 года — в отставке, консультант Военно-научного комитета Генерального штаба Вооружённых Сил РФ.
Скончался 18 июня 2013 года. Похоронен на Троекуровском кладбище.
Сыновья: генерал-майор запаса Владимир Скоков, полковник запаса Михаил Скоков.

## Награды
- орден Октябрьской Революции
- орден Красного Знамени
- орден Красной Звезды
- орден «За службу Родине в Вооружённых Силах» III степени